# Coppa Italia Serie C 2021-2022 (calcio femminile)
L'edizione 2021-2022 è stata la quarta edizione della Coppa Italia Serie C di calcio femminile. Il torneo è iniziato il 12 settembre 2021 e si è concluso il 26 giugno 2022. La squadra campione in carica è la Riozzese, dal momento che le due edizioni precedenti sono state sospese e in seguito cancellate a causa delle restrizioni dovute alla pandemia di COVID-19. La coppa è stata vinta dal Vicenza, che in finale ha battuto la Ternana per 1-0.

## Squadre partecipanti
Partecipano alla competizione le 48 squadre appartenenti ai 3 gironi della Serie C.

### Girone A
- Academy Pavia
- Arezzo
- Azalee
- Caprera
- Fiamma Monza
- Genoa
- Independiente Ivrea
- Lucchese
- Orobica
- Perugia
- Pinerolo
- Pistoiese 2016
- Pontedera
- Real Meda
- Spezia
- Ternana

### Girone B
- Accademia SPAL
- Atletico Oristano
- Bologna
- Brixen OBI
- Isera
- L.F. Jesina
- Mittici
- Padova
- Portogruaro
- Riccione
- Trento CF
- Triestina
- Venezia
- VFC Venezia
- Vicenza
- Vis Civitanova

### Girone C
- Aprilia Racing
- Apulia Trani
- Catania
- Chieti
- Coscarello Castrolibero
- Crotone
- Fesca Bari
- Independent
- Lecce
- Matera CdS Match Point
- Pescara[2]
- Res Roma
- Rever Roma
- Roma XIV
- Trastevere
- Vis Mediterranea

## Date
| Fase               | Turno            | Data                          |                               |
| ------------------ | ---------------- | ----------------------------- | ----------------------------- |
| Gironi eliminatori | 1ª giornata      | 12 settembre 2021             | 12 settembre 2021             |
| Gironi eliminatori | 2ª giornata      | 19 settembre 2021             | 19 settembre 2021             |
| Gironi eliminatori | 3ª giornata      | 26 settembre 2021             | 26 settembre 2021             |
| Fase finale        | Ottavi di finale | 22 dicembre 2021              | 22 dicembre 2021              |
| Fase finale        | Quarti di finale | 4 maggio 2022                 | 4 maggio 2022                 |
| Fase finale        | Semifinali       | 12 giugno 2022 19 giugno 2022 | 12 giugno 2022 19 giugno 2022 |
| Fase finale        | Finale           | 26 giugno 2022                | 26 giugno 2022                |

## Formula
A questa edizione della competizione prendono parte le 48 squadre partecipanti alla Serie C. La competizione si articola su cinque fasi: gironi preliminari, ottavi, quarti, semifinali e finale. La prima fase è caratterizzata dai gironi eliminatori: le 48 squadre sono suddivise in 16 raggruppamenti, ovvero sei gironi da quattro squadre, quattro gironi da tre squadre e sei accoppiamenti, secondo criteri di vicinanza geografica. Nei raggruppamenti di tre o quattro squadre si disputano partite di sola andata, mentre gli accoppiamenti prevedono partite di andata e ritorno; vengono ammesse alla seconda fase solamente le sedici vincitrici dei raggruppamenti. A partire dalla seconda fase tutte le gare si disputano ad eliminazione diretta: ottavi, quarti e finale in gara unica, semifinali in gare di andata e ritorno.

## Gironi eliminatori
La composizione dei sedici gironi eliminatori è stata effettuata il 24 agosto 2020, mentre il sorteggio per la determinazione della squadra che disputa la prima giornata in casa si è tenuto il 30 agosto 2021. Nei gironi a tre squadre, nella seconda giornata riposa la squadra vittoriosa nella prima giornata o, in caso di pareggio, la squadra che ha giocato in trasferta la prima giornata.

### Raggruppamento 1

#### Classifica
| Pos. | Squadra                 | Pt | G | V | N | P | GF | GS | DR |
| ---- | ----------------------- | -- | - | - | - | - | -- | -- | -- |
| 1.   | Crotone                 | 6  | 2 | 2 | 0 | 0 | 10 | 3  | +7 |
| 2.   | Coscarello Castrolibero | 1  | 2 | 0 | 1 | 1 | 4  | 7  | -3 |
| 3.   | Catania                 | 1  | 2 | 0 | 1 | 1 | 3  | 7  | -4 |

#### Risultati
| Mascalucia 12 settembre 2021, ore 11:30 CEST 1ª giornata | Catania | 1 – 5 | Crotone | C.S. Torre del Grifo |

| Piane Crati 19 settembre 2021, ore 12:30 CEST 2ª giornata | Coscarello Castrolibero | 2 – 2 | Catania | C.S. "Massimo Scornaienchi" |

| Isola di Capo Rizzuto 26 settembre 2021, ore 11:00 CEST 3ª giornata | Crotone | 5 – 2 | Coscarello Castrolibero | Stadio S. Antonio |

### Raggruppamento 2

#### Classifica
| Pos. | Squadra                | Pt | G | V | N | P | GF | GS | DR  |
| ---- | ---------------------- | -- | - | - | - | - | -- | -- | --- |
| 1.   | Fesca Bari             | 6  | 3 | 2 | 0 | 1 | 9  | 5  | +4  |
| 2.   | Apulia Trani           | 6  | 3 | 2 | 0 | 1 | 11 | 4  | +7  |
| 3.   | Lecce                  | 6  | 3 | 2 | 0 | 1 | 7  | 6  | +1  |
| 4.   | Matera CdS Match Point | 0  | 3 | 0 | 0 | 3 | 1  | 13 | -12 |

#### Risultati
| Bari 12 settembre 2021, ore 14:30 CEST 1ª giornata | Fesca Bari | 4 – 1 | Apulia Trani | Comunale "F. Capocasale" |

| Cavallino 12 settembre 2021, ore 14:30 CEST 1ª giornata | Lecce | 3 – 1 | Matera CdS Match Point | C.S. Kick Off |

| Matera 19 settembre 2021, ore 11:00 CEST 2ª giornata | Matera CdS Match Point | 0 – 3 | Fesca Bari | Stadio XXI Settembre-Franco Salerno |

| Bari 3 ottobre 2021, ore 18:00 CEST 2ª giornata | Apulia Trani | 3 – 0 | Lecce | Centro Sportivo Stadio San Pio |

| Matera 26 settembre 2021, ore 11:00 CEST 3ª giornata | Matera CdS Match Point | 0 – 7 | Apulia Trani | Stadio XXI Settembre-Franco Salerno |

| Cavallino 26 settembre 2021, ore 14:30 CEST 3ª giornata | Lecce | 4 – 2 | Fesca Bari | C.S. Kick Off |

### Raggruppamento 3
| Squadra 1   | Totale | Squadra 2        | Andata | Ritorno |
| ----------- | ------ | ---------------- | ------ | ------- |
| Independent | 4 - 1  | Vis Mediterranea | 2 - 1  | 2 - 0   |

#### Risultati
| Napoli 12 settembre 2021, ore 14:30 CEST Andata | Independent | 2 – 1 | Vis Mediterranea | C.S. Kennedy |

| Siano 26 settembre 2021, ore 14:30 CEST Ritorno | Vis Mediterranea | 0 – 2 | Independent | Stadio Comunale Gigino Leo |

### Raggruppamento 4
| Squadra 1 | Totale | Squadra 2 | Andata | Ritorno |
| --------- | ------ | --------- | ------ | ------- |
| Pescara   | 0 - 6  | Chieti    | 0 - 4  | 0 - 2   |

#### Risultati
| Città Sant'Angelo 12 settembre 2021, ore 14:30 CEST Andata | Pescara | 0 – 4 | Chieti | C.S. Poggio Degli Ulivi |

| Manoppello 26 settembre 2021, ore 14:30 CEST Ritorno | Chieti | 2 – 0 | Pescara | Campo Sportivo Lupi |

### Raggruppamento 5

#### Classifica
| Pos. | Squadra        | Pt | G | V | N | P | GF | GS | DR  |
| ---- | -------------- | -- | - | - | - | - | -- | -- | --- |
| 1.   | Trastevere     | 9  | 3 | 3 | 0 | 0 | 13 | 1  | +12 |
| 2.   | Rever Roma     | 4  | 3 | 1 | 1 | 1 | 3  | 4  | -1  |
| 3.   | Aprilia Racing | 3  | 3 | 1 | 0 | 2 | 3  | 4  | -1  |
| 4.   | Roma XIV       | 1  | 3 | 0 | 1 | 2 | 1  | 11 | -10 |

#### Risultati
| Roma 12 settembre 2021, ore 14:30 CEST 1ª giornata | Trastevere | 2 – 1 | Aprilia Racing | Trastevere Stadium |

| Formello 12 settembre 2021, ore 14:30 CEST 1ª giornata | Rever Roma | 1 – 1 | Roma XIV | Stadio Comunale "P.M. Garofoli" |

| Roma 19 settembre 2021, ore 14:30 CEST 2ª giornata | Trastevere | 9 – 0 | Roma XIV | Trastevere Stadium |

| Marina di Ardea 19 settembre 2021, ore 14:30 CEST 2ª giornata | Aprilia Racing | 1 – 2 | Rever Roma | C.S. Pineta dei Liberti |

| Roma 26 settembre 2021, ore 14:30 CEST 3ª giornata | Roma XIV | 0 – 1 | Aprilia Racing | Stadio Urbetevere |

| Formello 26 settembre 2021, ore 14:30 CEST 3ª giornata | Rever Roma | 0 – 2 | Trastevere | Stadio Comunale "P.M. Garofoli" |

### Raggruppamento 6
| Squadra 1         | Totale | Squadra 2 | Andata | Ritorno |
| ----------------- | ------ | --------- | ------ | ------- |
| Atletico Oristano | 7 - 3  | Caprera   | 0 - 1  | 7 - 2   |

#### Risultati
| La Maddalena 26 settembre 2021, ore 15:30 CEST Andata | Caprera | 1 – 0 | Atletico Oristano | Stadio Delfino |

| Oristano 19 settembre 2021, ore 14:30 CEST Ritorno | Atletico Oristano | 7 – 2 | Caprera | Stadio Comunale Tharros |

### Raggruppamento 7

#### Classifica
| Pos. | Squadra  | Pt | G | V | N | P | GF | GS | DR |
| ---- | -------- | -- | - | - | - | - | -- | -- | -- |
| 1.   | Ternana  | 6  | 2 | 2 | 0 | 0 | 6  | 1  | +5 |
| 2.   | Res Roma | 3  | 2 | 1 | 0 | 1 | 5  | 3  | +2 |
| 3.   | Perugia  | 0  | 2 | 0 | 0 | 2 | 1  | 8  | -7 |

#### Risultati
| Perugia 12 settembre 2021, ore 14:30 CEST 1ª giornata | Perugia | 0 – 4 | Ternana | Campo Pian di Massiano |

| Tor Bella Monaca 19 settembre 2021, ore 15:30 CEST 2ª giornata | Res Roma | 4 – 1 | Perugia | Stadio Comunale |

| Narni 26 settembre 2021, ore 14:30 CEST 3ª giornata | Ternana | 2 – 1 | Res Roma | Stadio "Moreno Gubbiotti" |

### Raggruppamento 8
| Squadra 1      | Totale | Squadra 2   | Andata | Ritorno |
| -------------- | ------ | ----------- | ------ | ------- |
| Vis Civitanova | 2 - 4  | L.F. Jesina | 0 - 2  | 2 - 2   |

#### Risultati
| Civitanova Marche 12 settembre 2021, ore 14:30 CEST Andata | Vis Civitanova | 0 – 2 | L.F. Jesina | Stadio Comunale |

| Jesi 26 settembre 2021, ore 14:30 CEST Ritorno | L.F. Jesina | 2 – 2 | Vis Civitanova | Campo Polisportivo Cardinaletti |

### Raggruppamento 9

#### Classifica
| Pos. | Squadra        | Pt | G | V | N | P | GF | GS | DR |
| ---- | -------------- | -- | - | - | - | - | -- | -- | -- |
| 1.   | Arezzo         | 9  | 3 | 3 | 0 | 0 | 10 | 2  | +8 |
| 2.   | Lucchese       | 3  | 3 | 1 | 0 | 2 | 5  | 5  | 0  |
| 3.   | Pontedera      | 3  | 3 | 1 | 0 | 2 | 3  | 6  | -3 |
| 4.   | Pistoiese 2016 | 3  | 3 | 1 | 0 | 2 | 4  | 9  | -5 |

#### Risultati
| Arezzo 12 settembre 2021, ore 14:30 CEST 1ª giornata | Arezzo | 5 – 0 | Pistoiese 2016 | Stadio Città di Arezzo |

| Lucca 12 settembre 2021, ore 14:30 CEST 1ª giornata | Lucchese | 2 – 0 | Pontedera | Stadio Porta Elisa |

| Pistoia 19 settembre 2021, ore 14:30 CEST 2ª giornata | Pistoiese 2016 | 3 – 2 | Lucchese | Campo Sportivo di Bonelle |

| Arezzo 19 settembre 2021, ore 15:30 CEST 2ª giornata | Arezzo | 3 – 1 | Pontedera | Stadio Luciano Giunti |

| Pistoia 26 settembre 2021, ore 14:30 CEST 3ª giornata | Pistoiese 2016 | 1 – 2 | Pontedera | Campo Sportivo di Bonelle |

| Lucca 26 settembre 2021, ore 14:30 CEST 3ª giornata | Lucchese | 1 – 2 | Arezzo | Stadio Porta Elisa |

### Raggruppamento 10

#### Classifica
| Pos. | Squadra        | Pt | G | V | N | P | GF | GS | DR |
| ---- | -------------- | -- | - | - | - | - | -- | -- | -- |
| 1.   | Riccione       | 3  | 2 | 1 | 0 | 1 | 4  | 3  | +1 |
| 2.   | Bologna        | 3  | 2 | 1 | 0 | 1 | 4  | 3  | +1 |
| 3.   | Accademia SPAL | 3  | 2 | 1 | 0 | 1 | 2  | 4  | -2 |

#### Risultati
| Francolino 12 settembre 2021, ore 14:30 CEST 1ª giornata | Accademia SPAL | 2 – 1 | Riccione | Stadio Comunale |

| Riccione 19 settembre 2021, ore 14:30 CEST 2ª giornata | Riccione | 3 – 1 | Bologna | Centro Sportivo “Italo Nicoletti” |

| Granarolo dell'Emilia 26 settembre 2021, ore 15:30 CEST 3ª giornata | Bologna | 3 – 0 | Accademia SPAL | Stadio Luciano Bonarelli |

### Raggruppamento 11

#### Classifica
| Pos. | Squadra     | Pt | G | V | N | P | GF | GS | DR  |
| ---- | ----------- | -- | - | - | - | - | -- | -- | --- |
| 1.   | Venezia     | 9  | 3 | 3 | 0 | 0 | 20 | 2  | +18 |
| 2.   | Padova      | 6  | 3 | 2 | 0 | 1 | 8  | 6  | +2  |
| 3.   | VFC Venezia | 3  | 3 | 1 | 0 | 2 | 5  | 10 | -5  |
| 4.   | Mittici     | 0  | 3 | 0 | 0 | 3 | 3  | 18 | -15 |

#### Risultati
| Marcon 12 settembre 2021, ore 17:30 CEST 1ª giornata | VFC Venezia | 0 – 6 | Venezia | Campo comunale Nereo Rocco |

| Padova 12 settembre 2021, ore 14:30 CEST 1ª giornata | Padova | 5 – 0 | Mittici | Impianto Sportivo "Vermigli" |

| Falzè di Piave 19 settembre 2021, ore 14:30 CEST 2ª giornata | Mittici | 1 – 9 | Venezia | Stadio Alpravilandia |

| Padova 19 settembre 2021, ore 14:30 CEST 2ª giornata | Padova | 2 – 1 | VFC Venezia | Impianto Sportivo "Vermigli" |

| Falzè di Piave 26 settembre 2021, ore 14:30 CEST 3ª giornata | Mittici | 2 – 4 | VFC Venezia | Stadio Alpravilandia |

| Padova 26 settembre 2021, ore 14:30 CEST 3ª giornata | Padova | 1 – 5 | Venezia | Impianto Sportivo "Vermigli" |

### Raggruppamento 12
| Squadra 1   | Totale | Squadra 2 | Andata | Ritorno |
| ----------- | ------ | --------- | ------ | ------- |
| Portogruaro | 1 - 6  | Triestina | 1 - 3  | 0 - 3   |

#### Risultati
| Portogruaro 12 settembre 2021, ore 14:30 CEST Andata | Portogruaro | 1 – 3 | Triestina | Stadio "Pier Giovanni Mecchia" |

| Monfalcone 26 settembre 2021, ore 14:30 CEST Ritorno | Triestina | 3 – 0 | Portogruaro | Campo Sportivo "Oscar Cosulich" |

### Raggruppamento 13

#### Classifica
| Pos. | Squadra    | Pt | G | V | N | P | GF | GS | DR  |
| ---- | ---------- | -- | - | - | - | - | -- | -- | --- |
| 1.   | Vicenza    | 7  | 3 | 2 | 1 | 0 | 7  | 1  | +6  |
| 2.   | Trento CF  | 5  | 3 | 1 | 2 | 0 | 11 | 5  | +6  |
| 3.   | Brixen OBI | 4  | 3 | 1 | 1 | 1 | 6  | 4  | +2  |
| 4.   | Isera      | 0  | 3 | 0 | 0 | 3 | 1  | 15 | -14 |

#### Risultati
| Altavilla Vicentina 12 settembre 2021, ore 14:30 CEST 1ª giornata | Vicenza | 1 – 0 | Brixen OBI | Centro Polisportivo di Tavernelle |

| Isera 12 settembre 2021, ore 14:30 CEST 1ª giornata | Isera | 1 – 7 | Trento CF | Stadio Comunale |

| Mattarello 19 settembre 2021, ore 14:30 CEST 2ª giornata | Trento CF | 3 – 3 | Brixen OBI | Stadio Comunale |

| Isera 19 settembre 2021, ore 14:30 CEST 2ª giornata | Isera | 0 – 5 | Vicenza | Stadio Comunale |

| Altavilla Vicentina 26 settembre 2021, ore 14:30 CEST 3ª giornata | Vicenza | 1 – 1 | Trento CF | Centro Polisportivo di Tavernelle |

| Bressanone 26 settembre 2021, ore 14:30 CEST 3ª giornata | Brixen OBI | 3 – 0 | Isera | Centro Sportivo Sud |

### Raggruppamento 14

#### Classifica
| Pos. | Squadra       | Pt | G | V | N | P | GF | GS | DR |
| ---- | ------------- | -- | - | - | - | - | -- | -- | -- |
| 1.   | Fiamma Monza  | 7  | 3 | 2 | 1 | 0 | 4  | 1  | +3 |
| 2.   | Academy Pavia | 6  | 3 | 2 | 0 | 1 | 6  | 1  | +5 |
| 3.   | Real Meda     | 4  | 3 | 1 | 1 | 1 | 4  | 6  | -2 |
| 4.   | Orobica       | 0  | 3 | 0 | 0 | 3 | 4  | 10 | -6 |

#### Risultati
| Monza 12 settembre 2021, ore 14:30 CEST 1ª giornata | Fiamma Monza | 3 – 1 | Orobica | Stadio Gino Alfonso Sada |

| Meda 12 settembre 2021, ore 17:00 CEST 1ª giornata | Real Meda | 0 – 3 | Academy Pavia | Stadio Comunale Busnelli |

| Cologno al Serio 19 settembre 2021, ore 14:30 CEST 2ª giornata | Orobica | 3 – 4 | Real Meda | C.S. "G. Facchetti" |

| Stradella 19 settembre 2021, ore 15:30 CEST 2ª giornata | Academy Pavia | 0 – 1 | Fiamma Monza | Stadio Gaetano Scirea |

| Meda 26 settembre 2021, ore 14:30 CEST 3ª giornata | Real Meda | 0 – 0 | Fiamma Monza | Stadio Comunale Busnelli |

| Pavia 26 settembre 2021, ore 14:30 CEST 3ª giornata | Academy Pavia | 3 – 0 | Orobica | Stadio Pietro Fortunati |

### Raggruppamento 15

#### Classifica
| Pos. | Squadra             | Pt | G | V | N | P | GF | GS | DR |
| ---- | ------------------- | -- | - | - | - | - | -- | -- | -- |
| 1.   | Azalee              | 6  | 2 | 2 | 0 | 0 | 6  | 3  | +3 |
| 2.   | Independiente Ivrea | 1  | 2 | 0 | 1 | 1 | 3  | 4  | -1 |
| 3.   | Pinerolo            | 1  | 2 | 0 | 1 | 1 | 2  | 4  | -2 |

#### Risultati
| Bollengo 12 settembre 2021, ore 16:30 CEST 1ª giornata | Independiente Ivrea | 2 – 3 | Azalee | Stadio "Giacomo Gaglione" |

| Pinerolo 19 settembre 2021, ore 17:30 CEST 2ª giornata | Pinerolo | 1 – 1 | Independiente Ivrea | Stadio Luigi Barbieri |

| Solbiate Arno 26 settembre 2021, ore 14:30 CEST 3ª giornata | Azalee | 3 – 1 | Pinerolo | Stadio Felice Chinetti |

### Raggruppamento 16
| Squadra 1 | Totale | Squadra 2 | Andata | Ritorno |
| --------- | ------ | --------- | ------ | ------- |
| Genoa     | 5 - 1  | Spezia    | 5 - 1  | 0 - 0   |

#### Risultati
| Arenzano 12 settembre 2021, ore 14:30 CEST Andata | Genoa | 5 – 1 | Spezia | C.S. "Nazario Gambino" |

| La Spezia 26 settembre 2021, ore 14:30 CEST Ritorno | Spezia | 0 – 0 | Genoa | C.S. Astorre Tanca |

## Ottavi di finale
Il sorteggio per definire la squadra che disputa in casa la prima gara si è tenuto il 12 ottobre 2021.
| Squadra 1         | Risultato       | Squadra 2    |
| ----------------- | --------------- | ------------ |
| 22 dicembre 2021  |                 |              |
| Crotone           | 4 - 2           | Fesca Bari   |
| Independent       | 2 - 2 (2-4 dtr) | Chieti       |
| L.F. Jesina       | 1 - 1 (5-4 dtr) | Riccione     |
| Vicenza           | 2 - 1           | Genoa        |
| 6 gennaio 2022    |                 |              |
| Azalee            | 3 - 4           | Fiamma Monza |
| 12 gennaio 2022   |                 |              |
| Atletico Oristano | 2 - 5           | Trastevere   |
| Triestina         | 0 - 2           | Venezia      |
| 23 febbraio 2022  |                 |              |
| Ternana           | 0 - 0 (4-1 dtr) | Arezzo       |

| Arbitro: | D’Andria (Nocera Inferiore) |

|                                           |           |                       |
| De Leonardis 18’ Romeo 24’ Sacco 33’, 73’ | Marcatori | 78’ Turco 80’ Morisco |

| Arbitro: | Morello (Tivoli) |

|                                  |                      |                            |
| Galluccio 27’ (rig.), 43’ (rig.) | Marcatori            | 50’ Di Camillo 63’ Cutillo |
|                                  | Tiri di rigore 2 – 4 |                            |

| Arbitro: | Batini (Foligno) |

|               |                      |           |
| Tamburini 21’ | Marcatori            | 48’ Edoci |
|               | Tiri di rigore 5 – 4 |           |

| Arbitro: | Rihai (Lovere) |

|                        |           |               |
| Bauce 36’ Kastrati 66’ | Marcatori | 17’ Tortarolo |

| Solbiate Arno 6 gennaio 2022, ore 14:30 CET Ottavi di finale                                                                              | Azalee    | 3 – 4 referto                                     | Fiamma Monza | Stadio Felice Chinetti |
| \| \| \| \| \| Pellegrinelli 2’ Barbini 14’ Diefenthaeler 52’ (rig.) \| Marcatori \| 21’ (rig.), 65’ (rig.) Seveso 36’ Tasca 42’ Ebali \| |           |                                                   |              |                        |
| |           |                                                   |              |                        |
| Pellegrinelli 2’ Barbini 14’ Diefenthaeler 52’ (rig.)                                                                                     | Marcatori | 21’ (rig.), 65’ (rig.) Seveso 36’ Tasca 42’ Ebali |              |                        |

| Arbitro: | Bassoli (Monza) |

|                  |           |                                                    |
| Mattana 30’, 90’ | Marcatori | 16’, 53’ Serao 20’ Skorge 50’ Sgambato 85’ Fiorini |

| Arbitro: | Kivacevic (Arco-Riva) |

|  |           |                           |
|  | Marcatori | 60’ Žižytė 81’ Stefanello |

| Arbitro: | Andriambelo (Roma 1) |

|  |                      |  |
|  | Tiri di rigore 4 – 1 |  |

## Quarti di finale
Il sorteggio per definire la squadra che disputa in casa la prima gara si è tenuto il 16 marzo 2022.
| Squadra 1     | Risultato       | Squadra 2    |
| ------------- | --------------- | ------------ |
| 4 maggio 2022 |                 |              |
| Trastevere    | 2 - 2 (6-5 dtr) | Crotone      |
| Venezia       | 0 - 0 (0-3 dtr) | Ternana      |
| Vicenza       | 5 - 0           | Chieti       |
| L.F. Jesina   | 2 - 0           | Fiamma Monza |

| 4 maggio 2022, ore 15:00 CEST Quarti di finale | Trastevere           | 2 – 2 (d.t.s.) | Crotone |  |
| \| \| \| \| \| \| Tiri di rigore 6 – 5 \| \|   |                      |                |         |  |
|                                                |                      |                |         |  |
|                                                | Tiri di rigore 6 – 5 |                |         |  |

| 4 maggio 2022, ore 15:00 CEST Quarti di finale | Venezia              | 0 – 0 (d.t.s.) | Ternana |  |
| \| \| \| \| \| \| Tiri di rigore 0 – 3 \| \|   |                      |                |         |  |
|                                                |                      |                |         |  |
|                                                | Tiri di rigore 0 – 3 |                |         |  |

| 4 maggio 2022, ore 15:00 CEST Quarti di finale | Vicenza | 5 – 0 | Chieti |  |

| 4 maggio 2022, ore 15:00 CEST Quarti di finale | L.F. Jesina | 2 – 0 | Fiamma Monza |  |

## Semifinali
| Squadra 1  | Totale | Squadra 2   | Andata | Ritorno |
| ---------- | ------ | ----------- | ------ | ------- |
| Ternana    | 3 - 1  | L.F. Jesina | 1 - 1  | 2 - 0   |
| Trastevere | 2 - 3  | Vicenza     | 1 - 2  | 1 - 1   |

| 12 giugno 2022, ore CEST Semifinale - Andata | Ternana | 1 – 1 | L.F. Jesina |  |

| 12 giugno 2022, ore CEST Semifinale - Andata | Trastevere | 1 – 2 | Vicenza |  |

| 19 giugno 2022, ore CEST Semifinale - Ritorno | Vicenza | 1 – 1 | Trastevere |  |

| 22 giugno 2022, ore CEST Semifinale - Ritorno                     | L.F. Jesina | 0 – 2                           | Ternana |  |
| \| \| \| \| \| \| Marcatori \| 10'pt’ Proietti 30'pt’ Spagnoli \| |             |                                 |         |  |
|                                                                   |             |                                 |         |  |
|                                                                   | Marcatori   | 10'pt’ Proietti 30'pt’ Spagnoli |         |  |

## Finale
| Arbitro: | Giordano (Grosseto) |

|  |           |                  |
|  | Marcatori | 47’ (rig.) Basso |